# 張貴興
張貴興（英語：Chang Kuei Hsing，1956年6月21日—），曾用筆名紀小如、紀文如，旅臺馬華作家，和李永平同為旅臺婆羅洲華文文學的代表人物。
祖籍廣東龍川，生於英屬砂拉越美里省罗东，14歲在《美里日報》上發表第一篇小說作品。1976年赴臺求學，1980年畢業於臺灣師範大學英語系。1982年入籍中華民國。曾任臺北市成淵高中英文教師，2016年退休。
張貴興的著名作品《賽蓮之歌》、《群象》、《猴杯》、《野豬渡河》和《鱷眼晨曦》等皆以婆羅洲雨林作為舞台，表達出華人的離散經驗，展現華文特有的熱帶書寫。
沈可尚計畫改編《賽蓮之歌》為電影。

## 作品
長篇小說
- 賽蓮之歌（1992）
- 薛理陽大夫（1994）
- 頑皮家族（1996）
- 群象（1998）
- 猴杯（臺北：聯合文學，2000/2010）（臺北：聯經，2020）（成都：四川人民出版社，2020）
- 我思念的長眠中的南國公主（2001）
- 野豬渡河（臺北：聯經，2018）（成都：四川人民出版社，2021）（臺北：時報文化，2024）
- 鱷眼晨曦（臺北：時報文化，2023）

短篇小說集
- 伏虎（1980）
- 柯珊的兒女（1988）
- 沙龍祖母（2013）

## 主要獲獎
- 時報文學獎小說優等獎
- 時報文學獎中篇小說獎
- 中央日報出版與閱讀好書獎
- 時報文學獎推薦獎
- 1998年開卷好書獎（《群象》）
- 2001年開卷好書獎（《猴杯》）
- 時報文學百萬小說獎決選讀者票選獎
- 聯合報讀書人最佳書獎
- 2018Openbook好書獎（《野豬渡河》）
- 第15屆花踪文學獎馬華文學大獎[10]
- 2018年亞洲週刊十大小說（《野豬渡河》）
- 2019台北國際書展大獎（《野豬渡河》）
- 第43屆金鼎獎（《野豬渡河》）[11]
- 2019台灣文學金典獎年度大獎（《野豬渡河》）[12]
- 第七屆聯合報文學大獎[13]
- 第八屆紅樓夢獎首獎（《野豬渡河》）[14]
- 2023年美國紐曼華語文學獎（《野豬渡河》）[15][16]
- 2023Openbook好書獎（《鱷眼晨曦》）
- 2023台灣文學金典獎年度大獎（《鱷眼晨曦》）
- 2023年亞洲週刊十大小說（榜首）（《鱷眼晨曦》）
- 2024台北國際書展大獎（《鱷眼晨曦》）